# Chalcides ebneri
Chalcides ebneri (циліндричний сцинк Ебнера) — вид сцинкоподібних ящірок родини сцинкових (Scincidae). Ендемік Марокко. Вид названий на честь австрійського ентомолога Ріхарда Ебнера.

## Поширення і екологія
Циліндричні сцинки Ебнера відомі з двох місцевостей, розташованих на північ від міста Фес. Вони живуть серед каміння і скель, на луках і полях. Живородні.

## Збереження
МСОП класифікує цей вид як такий, що перебуває на межі зникнення. Chalcides ebneri загрожує знищення природного середовища.